# Flemming Lundahl
Flemming Lundahl (født 1. november 1940 i Nakskov, død 28. januar 2023) var en dansk forfatter, skolekonsulent, læsepædagog og bogredaktør. Han har blandt andet skrevet erindringsbogen Sig mig hvor du kommer fra... i dagbogsform om sin opvækst i 1950'ernes Nakskov og derudover skrevet eller redigeret en lang række skrifter om forskellige emner, ikke mindst læsepædagogiske forhold, men også mange andre forhold.

## Levnedsløb
Flemming Lundahl blev født i Nakskov i 1940 og voksede op i byen i 1940'erne og 1950'erne. Han har siden fortalt om sin opvækst i den lille provinsby i erindringsbogen Sig mig hvor du kommer fra... Han tog mellemskoleeksamen fra Byskolen i 1956, og i 1959 blev han student fra Nakskov Gymnasium, hvor han i 2019 holdt tale til de nye studenter som repræsentant for skolens 60-års-jubilarer. I 1963 tog han lærereksamen fra Emdrupborg. Senere videreuddannede han sig indenfor psykologi og pædagogik. I 1968 blev han skolekonsulent for blandt andet pædagogisk forsøgs-og udviklingsarbejde i dansk og orientering i Gladsaxe.  Han var redaktør af tidsskriftet Læsepædagogen i mere end 30 år og redaktør på magasinet U-information (Branchen for Undervisningsmidler) i 18 år. Lundahl var også sekretær i Unge Pædagoger og forlagskonsulent, først på Munksgaards Forlag og senere på Alinea.

## Forfatterskab
Lundahl står opført som forfatter til ca. 100 titler og var redaktør og medforfatter på over 1.000 bøger og andre medier indenfor såvel sagprosa som fiktion. En stor del af arbejdet omfatter pædagogik, ikke mindst læsefærdigheder.
I erindringsbogen Sig mig hvor du kommer fra... fra 2019 beskrev han i dagbogsform, hvordan han oplevede tilværelsen som barn og ung teenager i provinsbyen Nakskov i 1950'erne.

## Privatliv
Flemming Lundahl var gift med den oprindeligt franske Marie Piot.